# CppUnit
CppUnit ist ein Unit-Test-Framework für die Programmiersprache C++. Es ist dem Java-Tool JUnit nachempfunden.
CppUnit testet Programmeinheiten (meistens Klassen). Zur Erstellung eines neuen Tests wird eine neue Klasse erstellt, die mit CppUnit-Makros erweitert wird. Die Methoden der Klasse werden als Test registriert. Innerhalb der Methoden können nun Methoden anderer Klassen getestet werden. Dabei testet man üblicherweise, ob eine konkrete Eingabe eine richtige Ausgabe produziert. Die Ergebnisse der Tests können maschinenlesbar in XML, als Textausgabe oder mit den mitgelieferten GUI-basierten Programmen angezeigt werden.

## Features
CppUnit hat folgende Eigenschaften:
- XML-Ausgabe mit Elementen für zusätzliche Angaben
- Compiler-ähnliche Text-Ausgabe für die Integration in IDEs
- Makros für die einfache Erstellung von Test-Suites
- Unterstützung von hierarchischen Tests (Tests, die aus einfacheren Tests zusammengesetzt werden)
- Test-Registrierung zur schnelleren Codegenerierung
- Test-Plug-In für schnellere Compile/Test-Zyklen (selbsttestfähige dynamische Bibliothek)
- Schutzmechanismus zur Kapselung der Testausführung, ermöglicht das Abfangen von Ausnahmen, die nicht von der Standard-Ausnahme (std::exception) abgeleitet sind.
- MfcTestRunner, ein auf den Microsoft Foundation Classes (MFC) basierender Test-Runner
- QtTestRunner, ein auf Qt 4 basierender grafischer Test-Runner
- CursesTestRunner, ein auf Curses basierender Test-Runner
- WxWidgetsTestRunner, ein auf wxWidgets basierender Test-Runner

## Beispiel
Dieses Beispiel zeigt einen Unit-Test. Die Klasse Kalkulator ist das zu testende Objekt, KalkulatorTest der Unit-Test. (Für die Ausführung des Tests muss der Programmstartpunkt modifiziert werden.)
Klasse Kalkulator
```
...

class
 
Kalkulator

{

 
public
:

  
// Berechne die Wurzel von k

  
double
 
squareRoot
(
double
 
k
)
 
{
 
return
 
sqrt
(
k
);
 
}

};

```

Klasse KalkulatorTest
```
#include
 
<cppunit/extensions/HelperMacros.h>

class
 
KalkulatorTest
 
:
 
public
 
CPPUNIT_NS
::
TestFixture

{

 
CPPUNIT_TEST_SUITE
(
 
KalkulatorTest
 
);

 
CPPUNIT_TEST
(
 
testSqrt
 
);

 
CPPUNIT_TEST_SUITE_END
();

 
public
:

  
void
 
testSqrt
();

};

CPPUNIT_TEST_SUITE_REGISTRATION
(
 
KalkulatorTest
 
);

void
 
KalkulatorTest::testSqrt
()
 
{

 
Kalkulator
 
kalk
;

 
CPPUNIT_ASSERT
(
kalk
.
squareRoot
(
9
)
 
==
 
3
);

}

```